# Maria Adelaide Coelho da Cunha
Maria Adelaide Coelho da Cunha (Lisboa, Encarnação, 13 de Outubro de 1869 — Porto, Ramalde, 23 de Novembro de 1954) foi herdeira do co-fundador do Diário de Notícias, o seu pai Eduardo Coelho, e mulher de Alfredo da Cunha que o sucedeu como administrador e director do jornal. Ficou conhecida pela polémica pública gerada pelo seu internamento psiquiátrico e interdição judicial aos 48 anos de idade, após abandonar o marido para prosseguir um relacionamento amoroso com o chauffeur da família.

## Biografia
Nasceu a 13 de outubro de 1869 e foi batizada na Igreja de Nossa Senhora da Encarnação, em Lisboa, filha de Eduardo Coelho e D. Maria da Conceição Costa Coelho.
Casou a 19 de abril de 1890, na Igreja de Santa Isabel, em Lisboa, com Alfredo da Cunha, e viviam no Palácio de São Vicente, na Graça, onde Maria Adelaide organizava festas e salões.
Em 13 de Novembro de 1918 desencadeou-se um grande escândalo quando resolveu, sem aviso prévio, abandonar a casa. Foi então revelado que Maria Adelaide, com 48 anos de idade, se apaixonara pelo motorista da família, Manuel Cardoso Claro, 22 anos mais novo, e partira com ele para um esconderijo em Santa Comba Dão, terra natal de Manuel. 

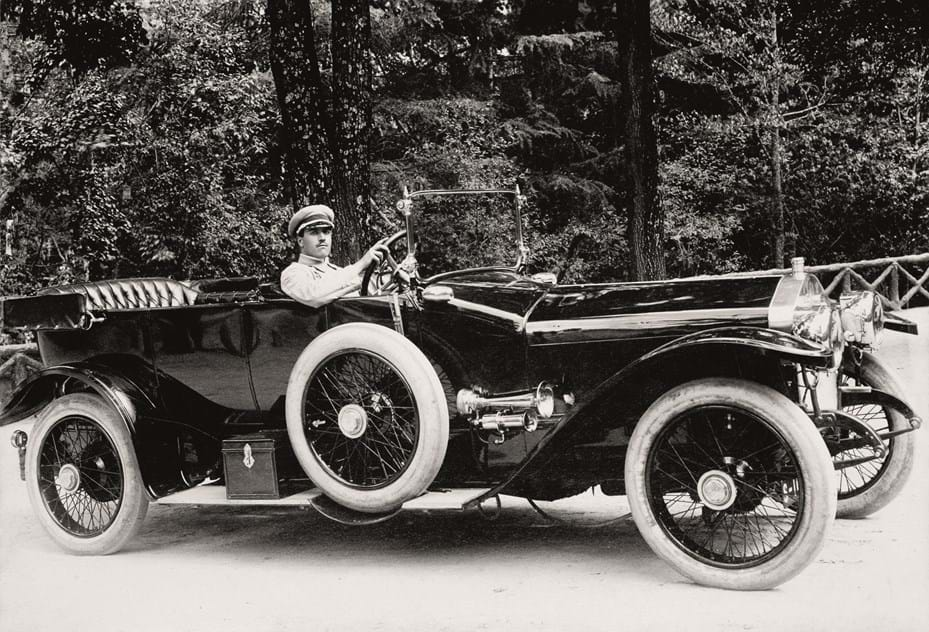
Manuel Cardoso Claro

Foi encontrada onze dias depois pelo marido e filho de Maria Adelaide, acompanhados de médicos e forças policiais. Maria Adelaide revelou a intenção de iniciar o processo de divórcio ao marido, que recusou, e foi levada para o Hospital Conde de Ferreira, onde foi observada por Magalhães Lemos, internada na ala das criminosas e passou a primeira semana em isolamento, proibida de ler jornais ou saber notícias de fora e vigiada por uma criada privativa. Começou então a escrever um diário e cartas que enviava em segredo a Manuel. A 3 de fevereiro de 1919 fugiu do hospital psiquiátrico, ajudada por Manuel. A 25 de fevereiro foram encontrados no Rossão, na Serra da Gralheira, e ela foi novamente levada para o Porto. Manuel e o seu primo, que lhes dera abrigo, foram presos e levado para a Cadeia da Relação no Porto, onde ficou encarcerado durante quatro anos, acusado de rapto,  violação e cárcere privado, sem culpa formada.
Apesar de se ter defendido, mantendo uma polémica na imprensa e publicando um livro sobre o assunto (Doida não!: documentação psicológica e jurídica, Tip. Fonseca (1920)), a que o marido respondeu com outro (Infelizmente louca!: resposta documentada ao livro «Doida não!» atribuído a D. Maria Adelaide Coelho da Cunha. Lisboa: Tipografia da Emprêsa Diario de Noticias, 1920), a interdição judicial não foi levantada e o marido e o único filho do casal, José Eduardo Coelho da Cunha então com 26 anos de idade, mantiveram-se na posse de toda a sua fortuna. Maria Adelaide foi considerada louca por uma junta médica formada para avaliar o caso, composta por Júlio de Matos, António Egas Moniz e José Sobral Cid, os mais famosos alienistas portugueses de então, diagnosticada com "degenerescência hereditária", "loucura lúcida" e "neurastenia" e interditada judicialmente de gerir os seus bens.  Manuel Claro contrata Bernardo Lucas, um jurista que consegue que Maria Adelaide deixe o hospital a 9 de agosto de 1919, acompanhada do Governador Civil, e que irá demonstrar a ilegalidade do processo de internamento, poluído por processos morais e não terapêuticos. Durante o seu internamento, Maria Adelaide não recebeu medicação ou terapia alguma. Após obter a liberdade, viveu de forma incógnita na cidade do Porto, apoiada por famílias portuenses que lhe davam trabalho, e visitava Manuel disfarçada de lavadeira.
Por recomendação do seu advogado, Maria Adelaide começa a enviar cartas que serão publicadas como crónicas assinadas por si na primeira página do jornal A Capital a partir de agosto de 1920, sob o título O Martírio de Uma Mulher, a dar conta de todos os pormenores do horrível episódio que tinha vivido. Escreve também para o periódico portuense A Tribuna entre Abril e Agosto de 1921, sob o título Lágrimas de mãe. Como resultado, o hospital Conde Ferreira é alvo de uma investigação jornalística, que veio a revelar que mais mulheres tinham sido internadas como forma de a família as castigar. O escândalo é elevado a parlamento, e o Ministro da Justiça, Artur Lopes Cardoso redige uma proposta de lei para se regularem os artigos constitucionais que estabeleciam providências para internamento em hospitais psiquiátricos. O escândalo fez com que Alfredo da Cunha abandonasse em 1919 a direcção do Diário de Notícias e vendesse a respectiva empresa.
Em 1922, Manuel foi libertado da cadeia; instalou-se com Maria Adelaide no Porto, onde ela se dedicou aos trabalhos de costura e ele ficou como taxista, com uma viatura que lhe foi concedida pelo sindicato dos motoristas que já tinha pago as custas judiciais. Maria Adelaide não se liberta da interdição até aos 74 anos de idade, o que acontece com o apoio do filho, José Coelho da Cunha, que depois da morte do marido se reaproxima dela. Nunca se casaram mas viveram conjuntamente até à morte de Maria Adelaide, a 23 de novembro de 1954, na freguesia de Ramalde, no Porto. Alfredo da Cunha morreu doze anos antes, em 1942.
Maria Adelaide Coelho da Cunha encontra-se sepultada no Cemitério de Ramalde, na cidade do Porto. 

## Na cultura popular
O drama, que apaixonou a alta sociedade lisboeta do tempo, inspirou diversas obras, entre as quais:
- o livro "Doida Não", Antes Vítima, da escritora Maria Feio, 1920 (ler na wikisource)

- o filme Solo de Violino (1992), realizado por Monique Rutler,[13]
- o livro Doidos e Amantes de Agustina Bessa Luís, 2005.[14]
- o filme Ordem Moral (2020), realizado por Mário Barroso.
- Em 2009 foi editada pela primeira vez a biografia de Maria Adelaide Coelho da Cunha, escrita por Manuela Gonzaga intitulada Maria Adelaide Coelho da Cunha: doida não e não!: um escândalo em Portugal no início do século XX (Círculo de Leitores, 2009).

## Obra
- Doida não!: documentação psicológica e jurídica, Porto, Tipografia Fonseca (1920)
- Doida Não e Não!, Col. das cartas publicadas no Jornal "A Capital [com aditamentos]", Porto, Associações de Classe dos Chauffeurs de Lisboa e Porto (1923)